# The Battle of Los Angeles
《The Battle of Los Angeles》는 1999년 11월 2일 에픽 레코드가 발매한 미국의 록 밴드 레이지 어게인스트 더 머신의 세 번째 스튜디오 음반이다. 이 음반은 제43회 그래미 어워드 최우수 록 앨범상 후보에 올랐으며, 《타임》과 《롤링 스톤》에 의해 1999년 최고의 음반으로 인정받았다. 《The Battle of Los Angeles》는 2000년 첫 해체 전 레이지 어게인스트 더 머신의 오리지널 소재의 마지막 정규 음반으로, 같은 해 해체 후 발매한 커버 음반이다.

## 내용
〈Voice of the Voiceless〉는 무미아 압둘자말을 지칭하는 노래로, 마오쩌둥이 쓴 "하나의 작은 불씨가 대초원을 휩쓰는 큰 불로 발화한다(A Single Spark Can Start a Prairie Fire)"라는 편지를 가리킨다. 또 다른 레이지-무미아-마오의 연관성은 무미아가 법정에서 "무미아가 원주민의 인종으로부터 정치적 권력을 잡은 것은 미국이지 기독교가 아니라 선한 총으로 권력을 잡은 것은 아니다"라고 증언했을 때 마오의 "총의 통에서 권력이 자라난다"고 비유한 말에서 볼 수 있다.

## 발매 및 홍보
〈Calm Like a Bomb〉는 《매트릭스 2: 리로디드》의 크레딧에 수록되어 있다. 〈Sleep Now in the Fire〉와 〈Testify〉의 비디오는 두 비디오에 모두 등장하는 다큐멘터리 작가 마이클 무어가 감독했다. 〈Testify〉와 〈Guerrilla Radio〉는 각각 디스크와 다운로드가 가능한 비디오 게임인 《록 밴드 2》에도 수록되어 있다.
이 음반은 바쁜 CD 발매 일정 중 첫 주 42만 장이 팔린 빌보드 200에서 1위로 데뷔했으며, 머라이어 캐리의 큰 기대를 모으고 있는 음반 《Rainbow》는 2위를 차지하게 되었다. 〈Guerrilla Radio〉는 《토니 호크 프로 스케이터 2》에 등장했지만 닌텐도 64 버전에서 많이 편집되었고, 《매든 NFL 10》에서도 많이 편집되었다. 《타임》과 《롤링 스톤》은 이 음반을 1999년 최고의 음반으로 선정했다. 1985년~2005년 《스핀》 매거진의 100대 음반에 53위로 이름을 올렸다.
음반 커버 아트는 로스앤젤레스, 뉴욕과 미국 전역의 수많은 갤러리에서 전시된 유명한 로스앤젤레스 예술가 조엘 재라밀로의 독창적인 예술작품이다.
사울 윌리엄스는 2001년 음반 《Amethyst Rock Star》에 수록된 곡 〈Om Nia Merican〉으로 〈Born of a Broken Man〉을 샘플링했다.

## 반응
| 전문가 평가                   | 전문가 평가 |
| 평가 점수                     | 평가 점수   |
| 출처                          | 점수        |
| ----------------------------- | ----------- |
| AllMusic                      | [ 1 ]       |
| Entertainment Weekly          | A           |
| Houston Chronicle             | [ 10 ]      |
| Los Angeles Times             | [ 11 ]      |
| NME                           | 7/10        |
| Pitchfork                     | 8.7/10      |
| Rolling Stone                 | [ 13 ]      |
| The Rolling Stone Album Guide | [ 14 ]      |
| Spin                          | 9/10        |
| USA Today                     | [ 16 ]      |

2003년 《The Battle of Los Angeles》는 《롤링 스톤》 매거진의 역사상 가장 위대한 음반 500장의 목록에서 426위에 올랐다. 2005년, 이 음반은 《록 하드》 매거진의 《역사상 가장 위대한 록 & 메탈 음반 500장》에서 369위에 올랐다. 2021년에는 《메탈 해머》 매거진이 선정한 1999년 최고의 메탈 음반 20장 중 하나로 선정되었다.

## 곡 목록
모든 곡들은 레이지 어게인스트 더 머신에 의해 작사/작곡하였다.
| #   | 제목                       | 재생 시간 |
| --- | -------------------------- | --------- |
| 1.  | 〈Testify〉                | 3:30      |
| 2.  | 〈Guerrilla Radio〉        | 3:26      |
| 3.  | 〈Calm Like a Bomb〉       | 4:58      |
| 4.  | 〈Mic Check〉              | 3:33      |
| 5.  | 〈Sleep Now in the Fire〉  | 3:25      |
| 6.  | 〈Born of a Broken Man〉   | 4:40      |
| 7.  | 〈Born as Ghosts〉         | 3:22      |
| 8.  | 〈Maria〉                  | 3:48      |
| 9.  | 〈Voice of the Voiceless〉 | 2:31      |
| 10. | 〈New Millennium Homes〉   | 3:44      |
| 11. | 〈Ashes in the Fall〉      | 4:37      |
| 12. | 〈War Within a Breath〉    | 3:36      |

## 인증
| 국가                                                            | 인증        | 판매량/출하량 |
| --------------------------------------------------------------- | ----------- | ------------- |
| 오스트레일리아 (ARIA)                                           | 플래티넘    | 70,000^       |
| 캐나다 (뮤직 캐나다)                                            | 3× 플래티넘 | 300,000       |
| 일본 (RIAJ)                                                     | 골드        | 100,000^      |
| 뉴질랜드 (RMNZ)                                                 | 골드        | 7,500^        |
| 영국 (BPI)                                                      | 골드        | 100,000^      |
| 미국 (RIAA)                                                     | 2× 플래티넘 | 2,000,000^    |
| ^출하량을 기반으로 한 인증 · 판매량+스트리밍을 기반으로 한 인증 |             |               |